# Sinde (Portugal)
Sinde ist eine Ortschaft und ehemalige Gemeinde (Freguesia) im portugiesischen Kreis (Concelho) von Tábua im Distrikt Coimbra. Am 30. Juni 2011 hatte die Gemeinde 373 Einwohner auf einem Gebiet von 13,9 km².

## Geschichte
Sinde erhielt 1514 Stadtrechte unter König D. Manuel I. Die Verwaltungskleinstadt (Vila) blieb Sitz eines eigenständigen Kreises mit Sinde als einziger Kreisgemeinde, bis zu den Verwaltungsreformen nach der Liberalen Revolution 1822 und dem 1834 folgenden Miguelistenkrieg. 1836 wurde der Kreis Sinde aufgelöst.
Im Zuge der kommunalen Neuordnung Portugals nach den Kommunalwahlen am 29. September 2013 wurde Sinde mit Espariz zur neuen Gemeinde União das Freguesias de Espariz e Sinde zusammengeschlossen. Sitz der neuen Gemeinde wurde Espariz, jedoch blieb die Gemeindeverwaltung in Sinde als Bürgerbüro bestehen.